# Derin Seale
Derin Seale é um cineasta australiano. Foi indicado ao Oscar de melhor curta-metragem em live action na edição de 2018 pelo trabalho na obra The Eleven O’Clock.

## Filmografia
- 2016: The Eleven O’Clock
- 2003: Cold Mountain
- 2000: Tulip
- 1999: The Talented Mr. Ripley
- 1998: Static
- 1996: The English Patient
- 1989: Dead Poets Society
- 1987: Sons and Daughters